# Valeri Brainin
Pour les articles homonymes, voir Brainin.
Valeri Brainin (nommé également Willi Brainin-Passek) est un musicologue, agent artistique, compositeur et poète germano-russe. Il est né le 27 janvier 1948 à Nijni Taguil en Russie et c'est le fils du poète et traducteur autrichien Boris Brainin (pseudonyme littéraire: Sepp Österreicher) qui faisait partie de la famille des Brainins de Vienne. Il vit tantôt à Hanovre, tantôt à Moscou. Il est l'auteur du système pédagogique 'Le développement de l'intelligence musicale chez les enfants,,'. Il fait faire des recherches sur chez Tempérament par division multiple et Micro-intervalle.
Ses vers étaient publiés dans les revues littéraires en Russie, l'Allemagne, les USA, l'Israël (Novy Mir, Literatournaïa gazeta, Znamia, Ogoniok, Partisan Review etc.).
- Брайнин-Пассек, В. К нежной варварской речи. Стихотворения. Составитель Михаил Безродный. Предисловие Юрия Арабова. — СПб.: Алетейя, 2009. — 94 c. — (Серия «Русское зарубежье. Коллекция поэзии и прозы»).  (ISBN 978-5-91419-277-5)

## Sources
1. ↑  « Perfect Pitch », sur brainin.org (consulté le 10 juin 2023).
2. ↑  Brainin Method en youtube
3. ↑  Voir aussi en Rythme (solfège)

- (en) Cet article est partiellement ou en totalité issu de l’article de Wikipédia en anglais intitulé « Valeri Brainin » (voir la liste des auteurs).